# Isomorphie von Kategorien
Die Isomorphie von Kategorien ist eine Beziehung, die im mathematischen Teilgebiet der Kategorientheorie zwischen zwei Kategorien bestehen kann. Zwei isomorphe Kategorien sind als im Wesentlichen dieselben anzusehen. Dieser Begriff erweist sich als sehr restriktiv und hat daher bei Weitem nicht die Bedeutung wie die Äquivalenz von Kategorien.

## Definition
Betrachtet man Funktoren als die strukturerhaltenden Abbildungen zwischen Kategorien, so ist folgende Definition naheliegend.
Ein Isomorphismus zwischen zwei Kategorien {\displaystyle {\mathcal {C}}} und {\displaystyle {\mathcal {D}}} ist ein Funktor {\displaystyle F\colon {\mathcal {C}}\rightarrow {\mathcal {D}}}, zu dem es einen weiteren Funktor {\displaystyle G\colon {\mathcal {D}}\rightarrow {\mathcal {C}}} gibt, so dass {\displaystyle F\circ G=\mathrm {Id} _{\mathcal {D}}} und {\displaystyle G\circ F=\mathrm {Id} _{\mathcal {C}}}, wobei {\displaystyle \mathrm {Id} _{\mathcal {C}}} und {\displaystyle \mathrm {Id} _{\mathcal {D}}} die identischen Funktoren auf {\displaystyle {\mathcal {C}}} bzw. {\displaystyle {\mathcal {D}}} seien.
Zwei Kategorien {\displaystyle {\mathcal {C}}} und {\displaystyle {\mathcal {D}}} heißen isomorph, wenn es einen Isomorphismus {\displaystyle F\colon {\mathcal {C}}\rightarrow {\mathcal {D}}} gibt.
Man schreibt in diesem Fall {\displaystyle {\mathcal {C}}\cong {\mathcal {D}}}.

## Eigenschaften
Ist {\displaystyle F\colon {\mathcal {C}}\rightarrow {\mathcal {D}}} ein Isomorphismus zwischen Kategorien {\displaystyle {\mathcal {C}}} und {\displaystyle {\mathcal {D}}}, so ist der zugehörige Funktor {\displaystyle G\colon {\mathcal {D}}\rightarrow {\mathcal {C}}} aus obiger Definition eindeutig bestimmt. Wäre {\displaystyle G'\colon {\mathcal {D}}\rightarrow {\mathcal {C}}} ein zweiter Funktor, der obige Definition erfüllt, so wäre
{\displaystyle G'=G'\circ \mathrm {Id} _{\mathcal {D}}=G'\circ (F\circ G)=(G'\circ F)\circ G=\mathrm {Id} _{\mathcal {C}}\circ G=G}.
Man nennt daher {\displaystyle G} den zu {\displaystyle F} inversen Funktor und schreibt {\displaystyle G=F^{-1}}
Da es keine Klasse aller Kategorien gibt, denn eine Kategorie, die keine Menge ist, kann nicht Element von irgendetwas sein, ist die Isomorphie streng genommen keine Äquivalenzrelation, denn sie ist nicht auf einer Klasse definiert. Die Isomorphie erfüllt aber die Eigenschaften einer Äquivalenzrelation, das heißt:
- Für jede Kategorie {\displaystyle {\mathcal {C}}} gilt {\displaystyle {\mathcal {C}}\cong {\mathcal {C}}}, der Funktor {\displaystyle \mathrm {Id} _{\mathcal {C}}} vermittelt offenbar diese Isomorphie.
- Sind {\displaystyle {\mathcal {C}}} und {\displaystyle {\mathcal {D}}} Kategorien und ist {\displaystyle {\mathcal {C}}\cong {\mathcal {D}}} so  ist auch {\displaystyle {\mathcal {D}}\cong {\mathcal {C}}}. Ist nämlich {\displaystyle F\colon {\mathcal {C}}\rightarrow {\mathcal {D}}} ein Isomorphismus, so ist offenbar auch {\displaystyle F^{-1}\colon {\mathcal {D}}\rightarrow {\mathcal {C}}} ein Isomorphismus.
- Sind {\displaystyle {\mathcal {C}}}, {\displaystyle {\mathcal {D}}} und {\displaystyle {\mathcal {E}}} Kategorien und ist {\displaystyle {\mathcal {C}}\cong {\mathcal {D}}} und {\displaystyle {\mathcal {D}}\cong {\mathcal {E}}}, so ist auch {\displaystyle {\mathcal {C}}\cong {\mathcal {E}}}. Das folgt aus der offensichtlichen Eigenschaft, dass die Verkettung zweier Isomorphismen wieder ein Isomorphismus ist.

Diese Eigenschaften rechtfertigen es, die Isomorphie eine Äquivalenzrelation auf der Quasikategorie aller Kategorien zu nennen.

## Beispiele
- Jede Kategorie {\displaystyle {\mathcal {C}}} ist mittels des Funktors {\displaystyle \mathrm {Id} _{\mathcal {C}}} zu sich selbst isomorph.[3]
- In der Kategorie der Ringe ist der Endofunktor, der jeden Ring auf seinen Gegenring schickt und alle Ringhomomorphismen beibehält, ein Isomorphismus.[3]
- Die Kategorie {\displaystyle {\mathcal {Ab}}} der abelschen Gruppen ist isomorph zur Kategorie der {\displaystyle {\mathcal {Mod}}_{\mathbb {Z} }} der {\displaystyle \mathbb {Z} }-Moduln. Ist {\displaystyle (A,+)} eine abelsche Gruppe, so sei {\displaystyle F(A)} der {\displaystyle \mathbb {Z} }-Modul, der durch die Moduloperation

{\displaystyle 0\cdot a\colon =0_{A}},   {\displaystyle n\cdot a\colon =\underbrace {a\cdot \ldots \cdot a} _{n{\text{-mal}}}},   {\displaystyle (-n)\cdot a\colon =-(n\cdot a)},   {\displaystyle n\in \mathbb {N} ,a\in A}, {\displaystyle 0_{A}\in A} neutrales Element
definiert ist. Da auch Gruppenhomomorphismen und {\displaystyle \mathbb {Z} }-lineare Abbildungen einander entsprechen, liegt ein Isomorphismus {\displaystyle {\mathcal {Ab}}\cong {\mathcal {Mod}}_{\mathbb {Z} }} vor.
- Seien {\displaystyle {\mathcal {Set}}} die Kategorie der Mengen und  {\displaystyle {\mathcal {DT}}} die Kategorie der diskreten topologischen Räumen. Indem man jeder Menge {\displaystyle X} den topologischen Raum {\displaystyle (X,P(X))} zuordnet, wobei {\displaystyle P(X)} die Potenzmenge von {\displaystyle X} sei, und da Abbildungen zwischen zwei Mengen automatisch stetig sind als Abbildungen zwischen den entsprechenden diskreten Räumen, erhält man eine Isomorphie {\displaystyle {\mathcal {Set}}\cong {\mathcal {DT}}}.[4]

## Charakterisierung
Für einen Funktor {\displaystyle F\colon {\mathcal {C}}\rightarrow {\mathcal {D}}} sind äquivalent:
- {\displaystyle F} ist ein Isomorphismus.
- Die Abbildung {\displaystyle F\colon \mathrm {Mor} ({\mathcal {C}})\rightarrow \mathrm {Mor} ({\mathcal {D}})}, das heißt der Funktor eingeschränkt auf die Morphismen der Kategorie, ist bijektiv.
- {\displaystyle F} ist volltreu und die Abbildung {\displaystyle F\colon \mathrm {Ob} ({\mathcal {C}})\rightarrow \mathrm {Ob} ({\mathcal {D}})}, das heißt der Funktor eingeschränkt auf die Objekte der Kategorie, ist bijektiv.[5]

## Bemerkung
Der Begriff der Isomorphie zwischen Kategorien ist sehr restriktiv, da durch die Forderung {\displaystyle G\circ F=\mathrm {Id} _{\mathcal {C}}} jedes Objekt {\displaystyle C} tatsächlich gleich {\displaystyle G(F(C))} sein muss. Für die meisten Anwendungen ausreichend und zudem viel häufiger anzutreffen ist die Situation, in der {\displaystyle C} und {\displaystyle G(F(C))} nur isomorph sind. Das führt auf den Begriff der Äquivalenz von Kategorien.